# Kandavuparkiet
De kandavuparkiet (Prosopeia splendens) is een vogel uit de familie Psittaculidae (papegaaien van de Oude Wereld). Het is een endemische, kwetsbare soort op de Fiji-eilanden.

## Kenmerken
De vogel is 45 cm lang en heeft een scharlakenrode kop, nek, borst en buik en een smalle blauwe kraag. Verder is deze parkiet groen op de rug en de stuit. De vleugels en de staart zijn ook groen, overdekt met een blauwe glans.

## Verspreiding en leefgebied
Deze soort is endemisch op de eilanden Kadavu en Ono in het zuidwestelijk deel van de Fiji-eilanden. Het leefgebied is zowel natuurlijk bos als cultuurland en rondom menselijke nederzettingen. De vogel broedt in holle bomen, maar dat kunnen ook aangeplante bomen midden in een dorp zijn.

## Status
De kandavuparkiet heeft een beperkt verspreidingsgebied en daardoor is de kans op uitsterven aanwezig. De grootte van de populatie werd in 2016 door BirdLife International geschat op 4000 individuen en de populatie-aantallen nemen waarschijnlijk af door habitatverlies en het vangen voor de kooivogelhandel. Het leefgebied wordt aangetast door ontbossing. Om deze redenen staat deze soort als gevoelig op de Rode Lijst van de IUCN.